# Jan Van Steenberghe
Jan Van Steenberghe est un joueur de football belge né le 4 juillet 1972 et occupant le poste de gardien de but.

## Clubs successifs
- 1994-2000 : Eendracht Alost  Belgique
- 2000-2002 : RAA Louviéroise  Belgique
- 2002-2002 : Royal Antwerp FC  Belgique
- 2002-2003 : RAA Louviéroise  Belgique
- 2003-2007 : RSC Anderlecht  Belgique
- 2007-2007 : FCV Dender EH  Belgique